# 比佐讷
比佐讷（法語：Bizonnes，法語發音：[bizɔn]）是法国伊泽尔省的一个市镇，属于拉图尔迪潘区。

## 地理
比佐讷（45°27'18"N, 5°22'49"E）面积11.04 平方千米，位于法国奥弗涅-罗讷-阿尔卑斯大区伊泽尔省，该省份为法国东南部内陆省份，北起顺时针与安省、萨瓦省、上阿尔卑斯省、德龙省、阿尔代什省、卢瓦尔省和罗讷省。
与比佐讷接壤的市镇（或旧市镇、城区）包括：贝尔蒙、沙邦、埃多什、隆日舍纳勒、蒙特勒韦、圣迪迪耶德比佐讷。

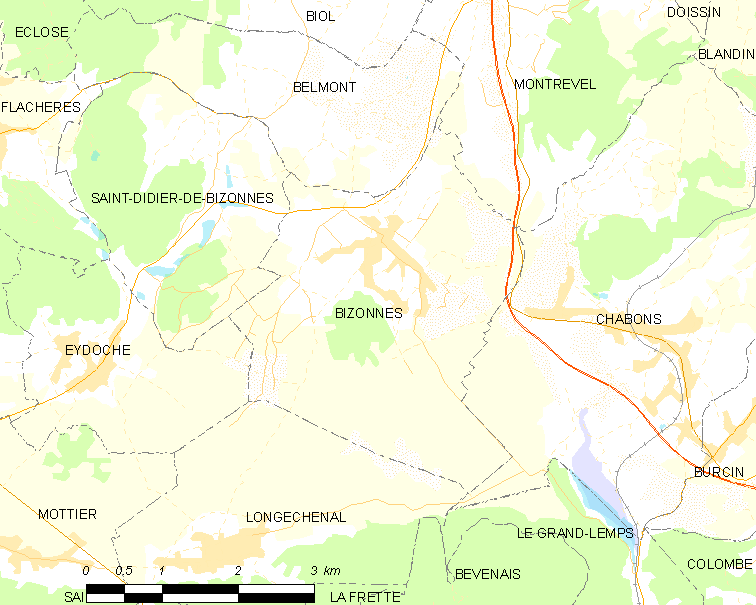
比佐讷的OSM定位图

比佐讷的时区为UTC+01:00、UTC+02:00（夏令时）。

## 行政
比佐讷的邮政编码为38690，INSEE市镇编码为38046。

## 政治
比佐讷所属的省级选区为大朗斯县。

## 人口

1962-2008年间比佐讷人口变化图示

比佐讷于2022年1月1日时的人口数量为1028人。